# Saltusaphis scirpus
Saltusaphis scirpus är en insektsart som beskrevs av Theobald 1915. Saltusaphis scirpus ingår i släktet Saltusaphis och familjen långrörsbladlöss. Inga underarter finns listade i Catalogue of Life.